# Max Payne

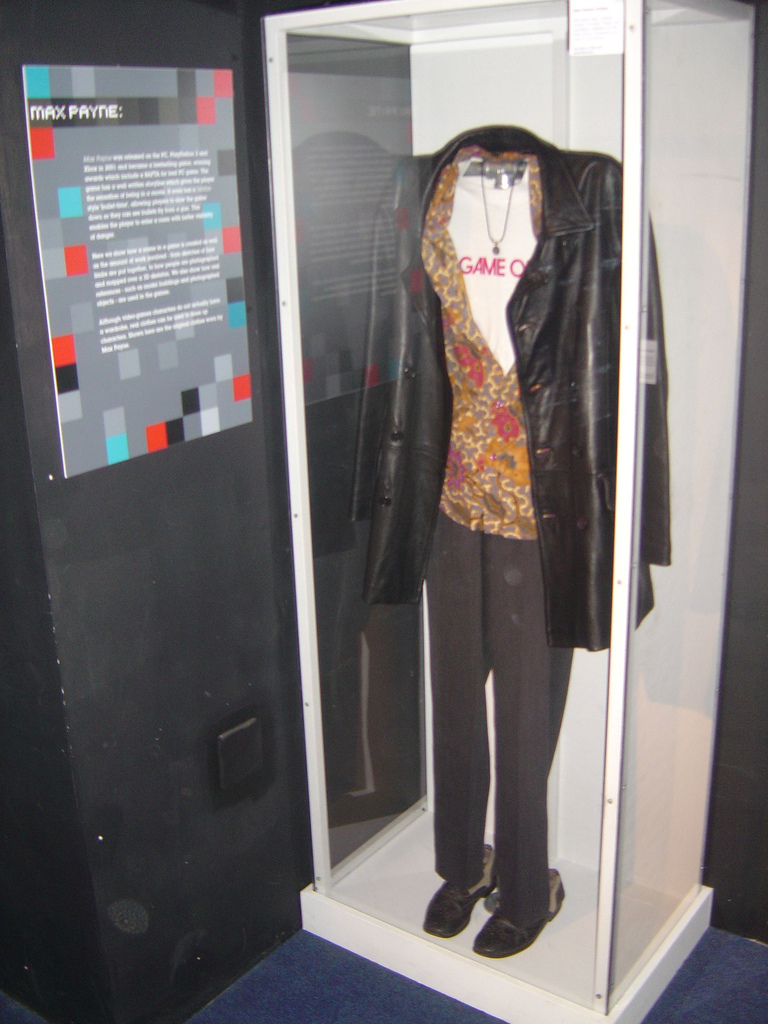
Max Paynes kläder.

Max Payne är ett tredjepersonsskjutarspel som utvecklades av finska spelstudion Remedy Entertainment, producerades av 3D Realms och publicerades av Gathering of Developers i juli 2001. Den ursprungliga versionen spelades på Microsoft Windows men porteringar till både Microsoft Xbox och Sony PlayStation 2 publicerades av Rockstar Games senare samma år. En Apple Macintoshversion publicerades 2002 av MacSoft i Nordamerika och Feral Interactive i övriga världen. Det fanns planer för en Dreamcastversion av Max Payne, men den ställdes in.

## Handling
DEA-detektiven Max Payne återvänder hem från jobbet, bara för att hitta sitt barn och sin fru mördade av missbrukare påtända av en ny sorts drog, "Valkyr". Allt eftersom spelet går vidare, upptäcker han att hans fru hade sett känsliga papper om Nicole Horne, VD för Aesir Corporation, som sedan gett order att döda Max' familj. Till slut lyckas han få sin hämnd, genom att döda Horne.

## Om spelet
En uppföljare till det framgångsrika spelet följde hösten 2003 under namnet Max Payne 2: The Fall of Max Payne. En version till Game Boy Advance släpptes senare baserad på första spelet och en långfilm.
Max Payne-serien har starka filminfluenser: Hongkong-actionfilmer i allmänhet och John Woos filmer i synnerhet. Woos filmer innehåller en stor del slow motionvåld och eldstrider som nästintill kan liknas vid balett. Spelserien sägs ofta ha varit inspirerad av filmen The Matrix, men så är dock inte fallet. Även om det första spelet släpptes två år efter The Matrix premiärvisades så var filmen inte alls känd då utvecklingen av Max Payne påbörjades och slow motion varit en stor del av spelet redan från första början. Filmen påverkade förstås publikens uppfattning om spelet, men hade inte något särskilt stor inverkan på spelet i sig. Max Payne sägs också ha inspirerat till skapandet av Dead to Rights.
Spelets stilistiska scenografi och koreografi är kombinerad med film noir, pulp noir och pulp fiction-influenser vad gäller karaktärer och dialog. Istället för att använda förrenderade eller in-gamesekvenser för att knyta ihop historien så berättas den med "grafiska noveller". Spelen är i mörk noir-stil och följer Max Payne, en snut som plågas av inre och yttre konflikter i ett mörkt och ogästvänligt New York City.
I spelen finns det små sidoberättelser i form av TV-serier som spelaren kan följa. Många av dessa är baserade på riktiga, autentiska serier.
Max Payne fokuserar exklusivt på historien och enspelarupplevelsen, och saknar därmed flerspelarspelstöd i kontrast till andra skjutarspel från samma tidsperiod. Som ett resultat av detta drar man sig för att spela om det och vissa recensenter menar att det bara erbjuder mellan 10 och 20 speltimmar.
En MAX-FX nivåeditor distribuerades med spelet.
Användarmodifieringar av Max Payne-spelen är populära tack vare det lättutökade spelsystemet. De mest välkända är The Family och ett antal Kung Fu-modifieringar.
Rollfiguren är skapad efter Sam Lake, Timothy Gibbs stod som avbildning till Max Payne. Rösten till Max görs av James McCaffrey.

## Film
Den 17 oktober 2008 släpptes även en film baserad på spelet. Mark Wahlberg spelar Max i filmen.